# العلاقات المغربية الجنوب سودانية
العلاقات المغربية الجنوب سودانية هي العلاقات الثنائية التي تجمع بين المغرب وجنوب السودان.

## مقارنة بين البلدين
هذه مقارنة عامة ومرجعية للدولتين:
| وجه المقارنة                                              | المغرب                                 | جنوب السودان                  |
| --------------------------------------------------------- | -------------------------------------- | ----------------------------- |
| المساحة (كم2)                                             | 710.85 ألف                             | 619.75 ألف                    |
| عدد السكان (نسمة)                                         | 36.07 مليون                            | 12.58 مليون                   |
| الكثافة السكانية (ن./كم²)                                 | 50.74                                  | 20.3                          |
| العاصمة                                                   | الرباط                                 | جوبا                          |
| اللغة الرسمية                                             | اللغة العربية، أمازيغية معيارية مغربية | لغة إنجليزية                  |
| العملة                                                    | درهم مغربي                             | جنيه جنوب سوداني، جنيه سوداني |
| الناتج المحلي الإجمالي (بليون دولار)                      | 109.14 مليار                           | 2.90 مليار                    |
| الناتج المحلي الإجمالي (تعادل القوة الشرائية) بليون دولار | 274.06 مليار                           | 22.88 مليار                   |
| الناتج المحلي الإجمالي الاسمي للفرد دولار أمريكي          | 2.88 ألف                               | 73                            |
| الناتج المحلي الإجمالي للفرد دولار أمريكي                 | 7.49 ألف                               | 2.02 ألف                      |
| مؤشر التنمية البشرية                                      | 0.628                                  | 0.467                         |
| رمز المكالمات الدولي                                      | +212                                   | +211                          |
| رمز الإنترنت                                              | .ma                                    | .ss                           |
| المنطقة الزمنية                                           | ت ع م+01:00                            | ت ع م+03:00                   |

## منظمات دولية مشتركة
يشترك البلدان في عضوية مجموعة من المنظمات الدولية، منها:
| علم المنظمة | اسم المنظمة                               | تاريخ انضمام المغرب | تاريخ انضمام جنوب السودان |
| ----------- | ----------------------------------------- | ------------------- | ------------------------- |
|             | مؤسسة التنمية الدولية                     | 29 ديسمبر 1960      | 18 أبريل 2012             |
|             | يونسكو                                    | 7 نوفمبر 1956       | 27 أكتوبر 2011            |
|             | وكالة ضمان الاستثمار متعدد الأطراف        | 17 سبتمبر 1992      | 18 أبريل 2012             |
|             | الأمم المتحدة                             | 12 نوفمبر 1956      | 14 يوليو 2011             |
|             | الاتحاد البريدي العالمي                   | ?                   | ?                         |
|             | البنك الدولي للإنشاء والتعمير             | 25 أبريل 1958       | 18 أبريل 2012             |
|             | الاتحاد الدولي للاتصالات                  | 1 نوفمبر 1956       | 3 أكتوبر 2011             |
|             | مؤسسة التمويل الدولية                     | 30 أغسطس 1962       | 18 أبريل 2012             |
|             | المركز الدولي لتسوية المنازعات الاستشارية | 10 يونيو 1967       | 18 مايو 2012              |
|             | منظمة الشرطة الجنائية الدولية             | ?                   | ?                         |
|             | الاتحاد الأفريقي                          | ?                   | ?                         |
|             | البنك الإفريقي للتنمية                    | ?                   | ?                         |

## وصلات خارجية
- موقع وزارة الخارجية المغربية
- موقع وزارة الخارجية الجنوب سودانية